# Повне затемнення (роман)
«Повне затемнення» (англ. Total Eclipse) — науково-фантастичний роман британського письменника Джона Браннера, опублікований у 1974 році.

## Зміст
Наукова експедиція вирушає до зорі Сигма Дракона, віддаленої від Землі на відстань 19 світлових років. Там вона відкриває сліди високоінтелектуальної і розвинутої цивілізації, що, як здається, зникла внаслідок незбагненної еволюції. Так чому ж вона вгасла? Військовий фахівець, спеціально присланий із Землі, розглядає експедицію як гайнування часу і загрожує покласти їй край. Тепер людській цивілізації загрожує той же самий кінець, що прийшов цивілізації Сигми Дракона…